# Carmiooro NGC
A CarmioOro-NGC (Código UCI: CMO) foi uma equipa de ciclismo de estrada profissional, com licença britânica. A CarmioOro foi fundada em 2008 por Lorenzo Di Silvestro, team manager, e por Natale Bellotti, o Presidente da equipa. A equipa subiu à classe UCI Professional Continental em 2010The Directeur sportif is Jean Philippe Duracka and his assistant is Roberto Miodini, mas foi dissolvida ao fim daquele ano.
O ciclista mais famoso da equipa é o italiano Emanuele Sella, que regressou há pouco tempo ao desporto, depois de uma suspensão de um ano Emanuele Sella venceu já 4 etapas no Giro d'Italia, a maior prova de ciclismo na Itália.

## Equipa de 2010
- Eric Berthou
- Laurent Beuret
- Raffaele Ferrara
- Sébastien Fournet-Fayard
- Diego Genovesi
- Paride Grillo
- Jure Kocjan
- Sergio Pardilla
- Enrico Peruffo
- Andrea Piechele
- Antonio Quadranti
- Alessandro Raisoni
- Aristide Ratti
- Daniele Ratto
- Emanuele Sella
- Diego Tamayo
- Fabio Terrenzio
- Francesco Tizza
- Andrea Tonti
- Francisco Ventoso